# Minelava
Minelava (δ Virginis / δ Vir / 43 Virginis) es una estrella en la constelación de Virgo de magnitud aparente +3,38. Junto a Heze (ζ Virginis), es la cuarta estrella más brillante de la constelación, ambas estrellas de brillo muy similar. Se encuentra a 202 años luz del sistema solar.

## Nombre
Tanto Minelava como Auva, otro nombre utilizado para designar a esta estrella, provienen del árabe عوى cawwa’, «(perro) ladrador».
El término Awwa también se ha usado para designar al pequeño grupo de estrellas de la constelación compuesto por Zavijava (β Virginis), Porrima (γ Virginis), Vindemiatrix (ε Virginis), Zaniah (η Virginis) y la propia Minelava.
En el Éufrates δ Virginis era conocida como Lu Lim, «la gacela», «la cabra» o «el ciervo». Los hindúes la llamaron Apa o Apas, «las aguas».

## Características físicas
Minelava es una fría gigante roja de tipo espectral M3III y 3720 K de temperatura, una de las pocas estrellas de esta clase visibles a simple vista.
Su brillo varía entre magnitud aparente +3,32 y +3,40, estando catalogada como una variable semirregular. Su luminosidad es equivalente a 630 soles, incluida una gran parte de su energía que es emitida en la región infrarroja del espectro.
Tiene un radio, calculado a partir de su temperatura y luminosidad, 61 veces más grande que el radio solar, equivalente a una cuarta parte del radio de la órbita terrestre. A partir de la medida de su diámetro angular (0,0098 milisegundos de arco), se obtiene un valor similar de 65 radios solares.
Muestra una metalicidad semejante a la solar ([Fe/H] = -0,03).Con una masa entre 1,5 y 2 masas solares, Minelava ciertamente es una estrella en la fase final de su vida. Sin embargo, no se conoce con exactitud en que punto se encuentra en su evolución; puede estar incrementando su brillo con un núcleo inerte de helio, puede haber empezado a atenuarse al haber iniciado la fusión de helio, o puede igualmente estar aumentando en brillo con un núcleo inerte de carbono.
A 80 segundos de arco es visible una estrella que puede ser una compañera real, si bien no hay estudios al respecto. Si verdaderamente forma un sistema binario con Minelava, su brillo corresponde al de una enana naranja de tipo K. Estaría situada a una distancia mínima de 5000 UA, siendo el período orbital del sistema superior a 200 000 años.